# New Richmond (Ohio)
New Richmond és una vila dels Estats Units a l'estat d'Ohio. Segons el cens del 2000 tenia 2.219 habitants.

## Demografia
Segons el cens del 2000, New Richmond tenia 2.219 habitants, 788 habitatges, i 580 famílies. La densitat de població era de 249,1 habitants/km².
Dels 788 habitatges en un 38,5% hi vivien nens de menys de 18 anys, en un 53,8% hi vivien parelles casades, en un 13,1% dones solteres, i en un 26,3% no eren unitats familiars. En el 21,3% dels habitatges hi vivien persones soles el 6,9% de les quals corresponia a persones de 65 anys o més que vivien soles. El nombre mitjà de persones vivint en cada habitatge era de 2,79 i el nombre mitjà de persones que vivien en cada família era de 3,25.
Per edats la població es repartia de la següent manera: un 29,6% tenia menys de 18 anys, un 10% entre 18 i 24, un 28,9% entre 25 i 44, un 22,2% de 45 a 60 i un 9,3% 65 anys o més.
L'edat mediana era de 33 anys. Per cada 100 dones de 18 o més anys hi havia 97,6 homes.
La renda mediana per habitatge era de 40.000 $ i la renda mediana per família de 44.271 $. Els homes tenien una renda mediana de 34.318 $ mentre que les dones 24.792 $. La renda per capita de la població era de 16.774 $. Aproximadament el 14,3% de les famílies i el 17,7% de la població estaven per davall del llindar de pobresa.

## Poblacions properes
El següent diagrama mostra les poblacions més properes.